# 陳朝

陳朝
大越

陳朝の支配範囲（赤）

陳朝（チャンちょう、ちんちょう、ベトナム語：Nhà Trần / 茹陳、ベトナム語：Trần triều / 陳朝）は、現在のベトナム北部を1225年から1400年まで支配した王朝。国号は大越。首都は昇龍（タンロン、現在のハノイ）。

## 歴史

### 王朝成立まで
皇族である陳氏の祖先は福建、もしくは桂州からの移住民であり、現在のナムディン省とタイビン省一帯を根拠地とし、一族は漁業と水運業で生計を立てていた。また、漁業と水運業の傍らで海賊業を行っていた伝承も存在する。
李朝支配下の北ベトナムでは12世紀末より政権の腐敗が甚だしく、天災による飢饉によって民衆は窮乏し、治安は悪化していた。乂安（ゲアン）・清化（タインホア）・寧平（ニンビン）では民衆の反乱が起こり、各地の豪族の中にも朝廷に反逆する者が現れる。1208年に乂安の反乱を鎮圧するために招集した軍隊が昇龍で反乱を起こすと、皇帝高宗ら李朝の皇族は昇龍から放逐され、反乱の鎮圧に陳氏の力を借りることになる。1209年、陳氏の長であった陳李は高宗たちを保護するが翌年盗賊に討たれ、代わって次男の陳嗣慶（チャン・トゥ・カイン）を中心とする陳氏は高宗を擁して昇龍に入城し、以降朝廷で陳氏の勢力が台頭してゆくこととなる。
乱の鎮圧中に陳李によって擁立された皇子の李旵が即位する（恵宗）と、陳嗣慶の姉妹の陳氏を恵宗の皇后に、恵宗の母である譚氏を太后として、陳氏と譚太后の共同統治が行われる。やがて陳嗣慶と譚太后の間に対立が起きるが、陳嗣慶は恵宗の支持を得て、譚太后一派との政争に勝利し、宮廷内での地位を確立した。内乱の鎮圧にあたって陳嗣慶は兄の陳承（チャン・トゥア）・従弟の陳守度（チャン・トゥ・ド）ら一族と連携し、陳嗣慶の死後は殿前指揮使の高位に就いていた陳守度が陳氏の中心人物となった。
1224年に陳守度は恵宗を退位させて7歳の次女の李仏金（リ・パット・キム）を皇帝に擁立し（昭皇）、恵宗を寺院に隠棲させた。陳守度は8歳の従甥の陳煚（チャン・カイン）を昭皇の遊び相手とした後、陳煚と昭皇を結婚させる。1225年に昭皇から陳煚への譲位が行われ、陳煚を皇帝（太宗）、陳煚の父の陳承を上皇とする陳朝が成立する。陳朝成立後に陳守度は李旵を隠棲先の寺で自害させ、李朝再興の芽を摘むために李旵の葬儀に集まった李氏の一族を殺害するとともに、李氏の女子たちを紅河デルタ周辺の部族勢力に嫁がせ、彼らとの修好を図った。
太宗の治世初期では陳守度が皇帝を輔弼して王朝の基礎を固め、李朝末期より発生していた反乱も鎮圧された。1237年に太宗は陳守度の進言によって、子のなかった昭聖皇后（李仏金）に代えて、兄の陳柳の妻の李氏莹（李仏金の姉）を妊娠中にもかかわらず奪って皇后とした。妻を奪われた陳柳は反乱を起こし、一時は太宗が安子山に隠遁する事態に至る。結局騒動は陳守度によって収拾され、陳守度との抗争に敗れた陳柳は安生王として紅河デルタの東端（現在のクアンニン省）に封じられた。太宗の親政が始まった1240年代より官・軍・法の各種制度の制定が実施され、1242年に国内を12の路に分けての行政区画と戸籍の整備が行われた。1248年には治水に携わる新たな官職として河堤使が設置され、「水源から海に至る」と言われた、総延長200キロメートルにも及ぶ大堤防「鼎耳防」の建設令が出された。

### モンゴル軍の第一次侵攻
太宗の治世の末期である1257年から、雲南を占領したモンゴル軍によるベトナム侵攻が始まる。
1257年末にモンゴルのウリヤンカダイ率いる軍隊が北方の国境地帯に現れ、太宗にモンゴルへの従属を求める使者を送った。3度送られたモンゴルの使者はいずれも太宗の命令で投獄され、大越ではモンゴルの侵入に備えて軍備が整えられた。同年末に使者が帰還しないことに業を煮やしたウリヤンカダイの攻撃が始まった。モンゴル軍は紅河を渡河して昇龍を略奪し、太宗は昇龍を放棄して陳守度と共に南方の天幕（ティエンマク、現在のハナム省ズイティエン）に退避した。モンゴル軍が北方に引き返すと太宗は次男の陳晃（聖宗）に譲位し、使節をウリヤンカダイの軍隊に同行させてモンケ・カアンの宮廷に派遣した。
モンケの没後にクビライがカアンに即位して元が成立した後も、聖宗はモンゴルへの臣従政策を維持する。1262年に聖宗は元に一定額の金銀宝石、医薬品、象牙、犀角を3年に1度貢納すること（三年一貢）を約したが、1267年に大越に以下の条件が新たに課される。
- 国王自身の来朝
- 人質として王子を差し出す
- 戸籍簿の提出
- 兵力の提供
- 租税の納付
- 元から派遣された代官（ダルガチ）の駐屯

元が課した要求は過大な貢物と国王の入朝が要求される反面、元の軍事作戦が成功すればその恩恵に与ることができるという、中央アジアなどの他国家に課せられていたものだった。だが、大越は元からの要求に抵抗を示した。

### モンゴル軍の第二次侵攻

モンゴルの第二次侵攻
赤：大越軍の進路
黒：元軍の進路

1257年に大越に侵入したモンゴル軍の目的はあくまでも宋を南から攻撃することであり、大越を征服する意思は無かった。しかし、1280年代より大越の従属を目的とした本格的な攻撃が開始される。
1277年に上皇として政務を執っていた太宗が没し、1278年に聖宗は子の陳昑（仁宗）に譲位する。
1282年より元はベトナム南中部のチャンパ王国への遠征を行っており、海路からのチャンパ侵攻に失敗した元軍は大越の領土を通過して陸路よりチャンパを攻撃しようとしていた。平灘（ビンタン、現在のハイズオン省チーリン）で開かれた会議で王侯、官吏らは領土を通過しようとする元軍への対策を話し合い、陳柳の子の興道王陳国峻（チャン・クォック・トアン、「陳興道」の名でも知られる）が対モンゴル戦の総指揮官に選ばれる。クビライの皇子のトガン率いる元軍が通過の途上で食料の供給を要求すると、以前から元軍の過大な徴発に不満を抱いていた仁宗はトガンの要求をなかなか実行に移そうとはしなかった。1285年初頭に各地の長老たちを招集しての延洪会議が開かれ、元軍に対して軍事行動を起こすことで全員の意見が一致した。かくして敵意を抱く大越を服従させるためにトガンは大越を攻撃の標的とし、1285年1月より元軍の大越攻撃が開始される。
元軍の攻撃は苛烈を極めるものであった。陳国峻は軍を後退せざるを得なくなり、大越内に投降者が続出する。首都の昇龍は元軍に占領され、皇族の中にも太宗の五男の昭国王陳益稷（チャン・イック・タック）のように元軍に降伏する者が現れる。相次ぐ敗戦に仁宗は降伏を考えるが、陳国峻の叱咤によって翻意し、抗戦を続けることを決意した。陳国峻は元軍の戦力が各地に分散していることを見て取ると、ジャングル、山岳地帯などの険阻な地形を利用してのゲリラ戦を展開して元軍に打撃を与え、また官民による「清野（財産や食糧を隠す）」策によって元軍の食糧調達を妨げた。紅河デルタ地帯での大越軍の奮戦、不慣れな南方の気候と疫病によって元軍は北に後退し、大越軍は昇龍を奪還した後、追撃戦で勝利を収めた。
1285年6月に戦争は一旦終息し、1286年に大越は元軍の捕虜を返還した。

### モンゴル軍の第三次侵攻

モンゴルの第三次侵攻
赤：大越軍の進路
黒：元軍の進路

戦後、再度の元軍の侵入に備えて陳国峻は兵士の訓練に励み、武器と艦船の増産を指示した。一方の元も過去の戦争で食料確保に苦しんだ失敗を踏まえ、艦船による食糧の輸送体勢を整える。1287年12月より元軍は大越に侵入し、元軍は長期戦に備えて万劫（ヴァンキュプ、現在のハイズオン省）に城砦を築いた。仁宗は昇龍を脱出し、紅河デルタで元軍が築いた拠点を巡っての大越軍と元軍の戦闘が展開される。戦況が変化するのは、雲屯（ヴァンドン、現在のクアンニン省ハロン市）で聖宗の養子の陳慶余（チャン・カイン・ズ）の率いる部隊が物資を搭載した元の補給艦隊を破った時であった。食料の確保と拠点の防衛に支障をきたした元軍は陸路と海路の二手に分かれて撤退を開始するが、陳国峻は将軍の范五老を諒山（ランソン）に派遣し、范五老の率いる伏兵によって陸からの退路を絶った。1288年3月にベトナム軍は白藤江（バクダン江）を下ろうとする元軍に勝利し（白藤江の戦い (1288年)）、さらに諒山で待ち伏せていた范五老の軍が退却中のトゴンの軍に打撃を与える。
戦後、仁宗は元に対して臣従の使者を送るとともに、捕虜を丁重に送り返した。元では4度目の大越遠征の計画が持ち上がるが、クビライの没後に遠征計画は中止された。戦後、元に対して積極的に朝貢を行い、従来の中華王朝と同様の冊封関係を築いた。

### 南進策
13世紀以前、陳朝や李朝など大越とチャンパ王国の間では軍事衝突が続いていた。元の侵入の際に大越とチャンパ王国は共通の敵に対して協力関係を築き、戦後も上皇となった仁宗がチャンパを訪問していた。仁宗の働きかけによって、1306年に仁宗の娘の玄珍公主（フイエン・チャン・コン・チュア）とチャンパ王ジャヤ・シンハヴァルマン3世の結婚が成立する。国内の文人官僚たちは漢の王昭君の故事を持ち出して婚姻に反対すると、仁宗と皇帝・英宗は反対派を鎮めるためにチャンパに烏里二州（現在のクアンビン省南部からトゥアティエン＝フエ省にかけての地域）を割譲させ、それぞれ順州・化州として行政区画に編入した。ジャヤ・シンハヴァルマン3世の没後に大越とチャンパの関係は悪化し、玄珍公主は大越に戻った。1312年に英宗はチャンパに親征し、チャンパ王ジャヤ・シンハヴァルマン4世を捕らえ、その弟であるジャヤ・シンハヴァルマン5世を王に擁立した。14世紀半ばまで大越はチャンパに対して優位に立つが、その衰退に伴って両国の力関係は逆転する。

### 衰退
元の侵攻に対する徹底抗戦は社会を疲弊させ、農業の担い手の多くが失われた。復興のために開墾と村落の形成が進められたが、14世紀後半より飢饉が頻発し、農民は不作と窮乏に苦しんだ。彼ら農民の多くはやむなく土地と家族を貴族や地主に売り、自らは貴族が私有する奴婢となって酷使された。一方、宮廷内では皇帝・貴族・官吏の腐敗が著しく、国学の次官である朱文安（チュー・ヴァン・アン）は佞臣たちを弾劾するが、当時の皇帝裕宗は朱文安の奏上を容れなかった。1369年に裕宗が没すると恭粛王陳元昱（明宗の六男。1369年の時点では没していた）の庶子である陳日礼（チャン・ニャット・レー）が、明宗の妃であった憲慈太后によって皇帝に擁立される。15世紀に編纂された史書『大越史記全書』は陳日礼の出自について、陳氏の血を引かない俳優の子としており、陳日礼は実父の姓である楊姓に復することを図り、憲慈太后を初めとする反対派の皇族、重臣を殺害する。楊日礼の行為に対して、明宗の三男である陳暊とその弟の陳曔（後の睿宗）が姉の天寧公主の後押しによって挙兵し、楊日礼親子を討って陳暊が即位する（芸宗）。しかし、芸宗は即位後に遊興に耽り、また多くの臣下を処刑したために重臣の離反と反乱を招いた。
社会の混乱の中で農民や奴婢の不満は高まり、14世紀半ばより農民や奴婢の反乱が頻発する。1344年から17年にわたって続いた安阜（イエンフ、現在のハイズオン省）の呉陛（ゴ・ベー）の反乱には10,000人近くの反徒が参加する大規模なものであり、1360年代からは順州・化州で越人とチャム人の間でしばしば紛争が起きた。
皇族間の内部抗争、奴婢の反乱によって混迷する大越は、更にビナスオールの指導下で勢力を盛り返したチャンパの猛攻に晒される。1350年代よりチャンパの侵入がたびたび起こり、1371年に首都の昇龍がチャンパの襲撃によって破壊された。睿宗はチャンパに反撃するべく道路網を整備し、1377年にチャンパ親征を行った。しかし、大越軍は敗れて睿宗は戦死し、逆にチャンパ軍によって昇龍を破壊される。

### 滅亡
このような状況下で、官僚層の支持を得た外戚の黎季犛の台頭が始まる。黎季犛はチャンパ戦の指揮官として抗戦を指導する傍ら、皇帝の陳晛ら邪魔な相手を排除し、1390年代に国政の実権を掌握する。1399年に黎季犛は反対勢力による暗殺計画を未然に阻止し、1400年に黎季犛は胡季犛と姓を改め、外孫の少帝を廃して大虞（ダイグ）を国号とする胡朝を建てた。胡季犛は在官中より行政区画の再編、紙幣の発行、私有地の制限などの改革を進めており、これらの政策は胡朝および後黎朝に引き継がれる。

## 社会

### 王権

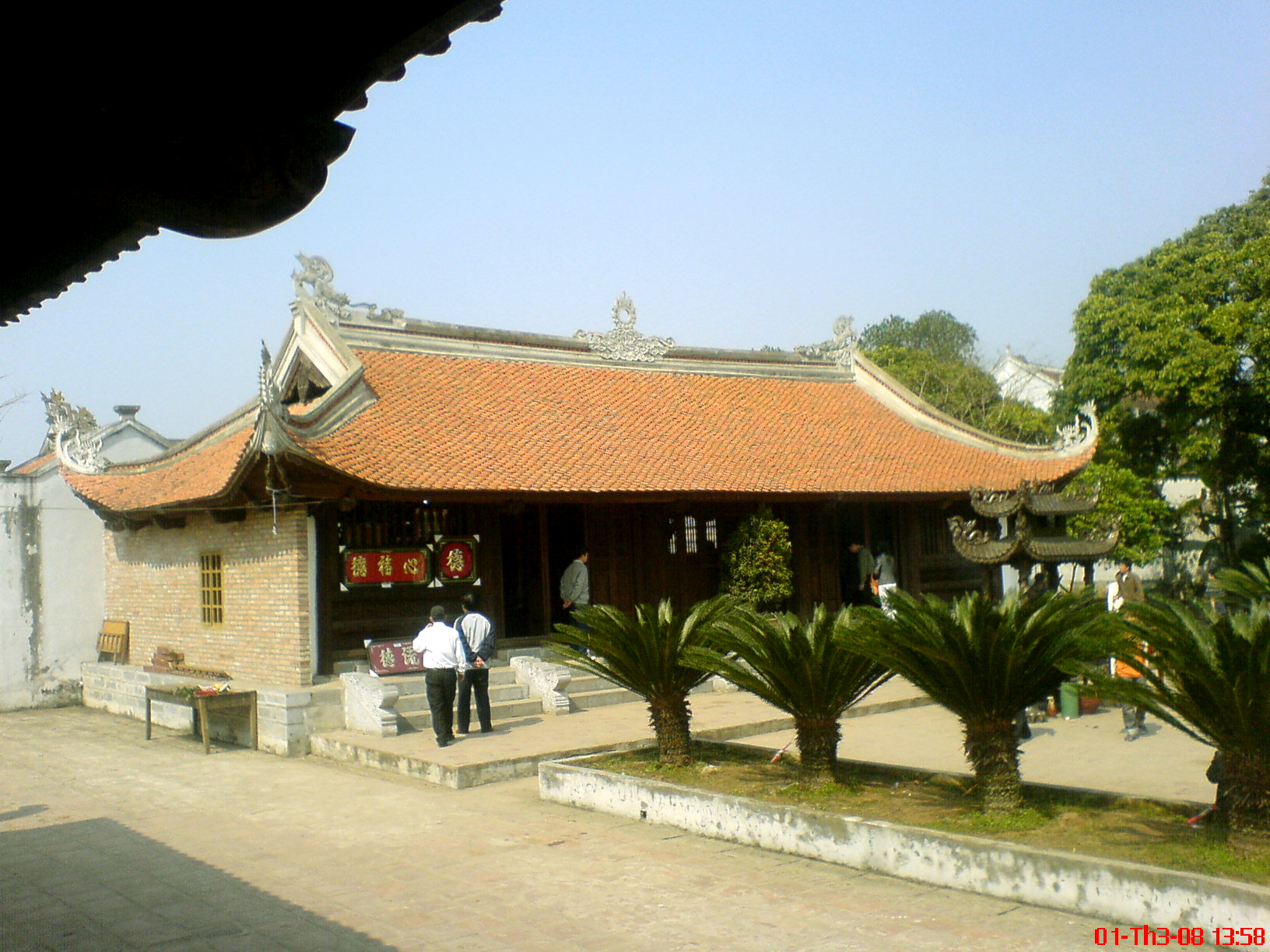
ナムディン省の陳氏の廟

李朝と同じく、陳朝でも中国的な中央集権体制の構築が進められた。宋の統治制度の多くが輸入されたが、中国的な官僚制と法制、儒教による支配の定着は容易なものではなかった。
陳朝においては、皇帝が成人に達した皇太子に譲位する上皇制が実施された。原則として、皇帝は先代の上皇が没した数年以内に皇太子に譲位し、帝位を退いた皇帝は上皇として政務を執った。この制度は黎季犛の台頭まで帝位継承の安定化と陳氏の支配維持に寄与するが、一方では重大な国事行為の決定が上皇によってなされる面もあった。
王朝成立前より陳氏の間では兄弟・従兄弟間の協力関係が強く、建国後も父系の一族による支配を保つため、上皇制の他に皇族間の交差いとこ婚が頻繁に行われていた。陳朝を滅ぼした胡季犛（黎季犛）は憲宗の生母である充媛黎氏を叔母に持ち、睿宗は胡季犛の従妹の嘉慈皇后を妃としていたが、陳氏以外から皇后が選ばれた理由は不明である。陳氏の間で行われていたいとこ婚について、『大越史記全書』を編纂した後黎朝の史家の呉士連（ゴ・シー・リエン）は「同姓と婚姻などしたのは陳氏だけである」と批判的な意見を述べ、元の詩人である陳孚は『陳剛中詩集』で「外戚の地位を利用して李朝を滅ぼした経緯のために同姓婚を行っている」と述べた。

### 行政機構
大臣（太師・太傅・太保・太尉・司徒・左相国・右相国）などの高官、地方の統治者の多くは王侯から選ばれ、外戚などの権力者の出現の抑止が図られた。下級官吏の体系はほぼ李朝のものを受け継いでいたが、新たに河堤使・勧農使・屯田使などの官職が設置され、昇進昇級と人員補充が明確に規定された。官職以外に、国史の編纂を行う国史院、宮廷内の医療行為を担当する太医院、王侯の事務を代行する宗人府などの機関も新設された。
1320年代より科挙を突破した文人官僚の中央政界への進出が始まり、彼らは行遣職（皇帝の秘書官）に就いて官僚国家の実現を目指した。文人官僚は陳朝の持つ東南アジア的王権（上皇支配、皇族官僚制、王侯貴族の私有地で酷使される農奴、皇族の擁する私兵）を改め、中国的な官僚国家への転換を要求し、文人官僚の支持を元に胡季犛は改革と新王朝の創設に着手した。また、儒学の素養を持つ文人官僚の中からは仏教批判と詩作で知られる張漢超（チュオン・ハン・シェウ）、詩人であり教育者としても名高い朱文安など、行政外の分野でも活躍した者が多く現れた。

### 行政区画の整備と地方開発
陳朝期に地方の行政区画が整備され、領内の村落は「社（サア、もしくはサー）」という単位に編成される。社には村落を統治するために世襲の社官が置かれた。
地方行政単位の頂点として正副の安撫使が治める路、路の下に知府が治める府、府の下に知州が治める州、知県が治める県が置かれ、その下に最下位の行政単位である社が設けられた。

### 司法
陳朝では、国朝刑律と呼ばれる新法が公布され、李朝の刑法に新たな規定が追加された。刑罰は厳格であり、罪人は足の指を切り落とされるか、あるいは象によって蹴り殺された。国朝刑律においては私有財産が保護され、また農地の売買についての規定が明確にされた。
裁判所に相当する機関として審刑院が設置され、また民衆が皇帝に直接冤罪を訴えられるように龍墀（ロンチー）殿には巨大な鐘が置かれた。

### 軍事

#### 兵制
軍隊には禁軍とそれぞれの路に配備された路軍で構成され、平野部の路軍は正兵（チンピン）、山岳地帯の路軍は藩兵（フィエンピン）と呼ばれ、村落には郷兵（フォンピン、民兵）が存在した。徴兵は少数精鋭を選抜する方針に拠って実施され、平時の兵士は農耕に従事していた。元への抗戦においては彼ら農民兵によるゲリラ戦と清野（物資の隠蔽）による抵抗が、勝利の原動力となった。
陳朝の軍事力の中心を成していたのは各地の王侯が有する私兵であり、戦争には王侯が私兵を率いて従軍した。陳国峻の一族は、元の侵入に対して領地より「家奴」「家僮」などの私兵を動員し、軍隊の主力を成した。

#### 兵器
陳朝末期には、火薬の使用が史書の記録に現れるようになる。1390年1月のチャンパ軍との戦いで将軍の陳渇真（チャン・カット・チャン）による艦船からの砲撃がチャンパ王ビナスオールを戦死させ、大越に勝利をもたらした。シンガポール国立大学の研究者である孫来臣によれば、陳朝は中国から火薬の製造技術を輸入し、効果的に用いてチャンパへの優位を確立したという。さらに孫来臣は、1396年に黎季犛が従来鋳造されていた銅貨に変えて紙幣を発行した背景には、銅を貨幣の鋳造ではなく銃火器の製造に振り分けたい事情があったと推測した。陳朝と胡朝の人々は中国から輸入した技術に満足することは無く、独自に火器の改良を続けた。その結果、陳朝で開発された銃火器の品質は中国の銃火器に匹敵し、それらの兵器は1407年以降の対明戦争において使用される。
この時期の大越での軍事理論について書かれた書籍としては、陳国峻が著した『兵書要略』があり、将校の教本として使用された。

## 経済

### 農業

#### 土地開発と農地
李朝期より実施されていた地形と気候に合わせた稲作に代わり、陳朝では堤防の建設に代表される、自然環境を改良する紅河デルタの開拓が推進された。堤防建設の結果、13世紀より紅河デルタでは夏季冠水地帯の水田化が進み、開発に伴って旱魃よりも洪水の被害が多くなる。
国によって食糧の増産が推奨され、未開の土地の開拓と並行して灌漑、水利工事が実施された。1248年の鼎耳堤の建設のように堤防、運河の工事が国によって推進され、中には明宗のように自ら工事を監督する皇帝もいた。堤防の建造は河堤使によって監督され、農地に堤防を建造する場合には国家による補償がされた。昇龍西南の「西氾濫原」の輪中化が進み、輪中の内部には耕地と新しい社が作られた。国家の建設事業とは別に、沿海部のデルタ地帯では王侯貴族による私有地の開発が進み、堤防の建設や干拓といったデルタの改良事業には王侯が所有する奴婢が使役されていた。
村落の公田が国内の田地の大半を占めており、公田からの税収が国の収入源となっていた。公田は農民に分け与えられて税が徴収されたが、中央政権の弱体化に伴って、王侯貴族や官僚によって農民の土地は彼らの私有地に組み込まれた。連続する飢饉と重税に苦しむ農民は税と賦役から逃れるために田庄に逃亡して奴婢として使役されるか、あるいは地主の下で耕作と地代の納付に従事する借田（ターディエン、小作）農民に身を落とした。

#### 田庄
陳朝の王侯貴族には采邑（タイアプ、所領）が与えられ、田庄（荘園）の所有が認められていた。1266年に王侯貴族に田庄の所有が認められ、田庄の開発のために流民たちが奴婢としてかき集められる。田庄で労務に従事する農奴（ノンノー）、奴婢（ノーテイ）は地主の下で働く借田農民よりも酷使され、農奴、奴婢の子も主人の奴婢とされた。また、田庄では占奴というチャンパ人（チャム族）の奴隷も使役されていた。陳朝末期には各地で農民や奴婢の反乱が発生し、1344年の呉陛の反乱が鎮圧された後にも、以下に挙げる蜂起が発生した。
- 1379年：阮清（グエン・タイン）、阮忌（グエン・キ）の反乱。両者は王を称した。
- 1390年代初頭：山西（ソンタイ、現在のハノイ市）で僧侶の范師温（ベトナム語版）（ファム・ス・オン）が蜂起。反乱軍は昇龍を一時的に占拠した。
- 1399年：山西で阮汝蓋（グエン・ニュー・カイ）が蜂起。1400年に鎮圧される。

また、王侯貴族以外に寺社も信者からの寄進を受けて「三宝田」「三宝奴」という荘園、私人を有していた。

### 商業
市場の数は都市以外に村落にも増え、商人たちは都市や貿易港で活躍した。
外国船が寄港する貿易港には会統（ホイトン、ゲアン省）・会潮（ホイチェウ、タインホア省）・雲屯などがあり、商取引は船上でも行われた。李朝の時代には飼い慣らされた象・金銀器・絹織物が交易の主力商品であったが、14世紀半ばより陶磁器の輸出量が増加する（陳朝#文化##工芸を参照）。ただし他国人の行動は大きく制限されており、雲屯など法令により指定された9の居留地にしか立ち入れなかった。民衆にも他国人との接触は制限され、国朝刑律には貿易港と国境地帯での行動、土地取引、交易の商品に禁止規定が設けられていた。こうした風潮より、研究者の桃木至朗は陳朝の内向性と閉鎖性が強いことを指摘している。

## 宗教

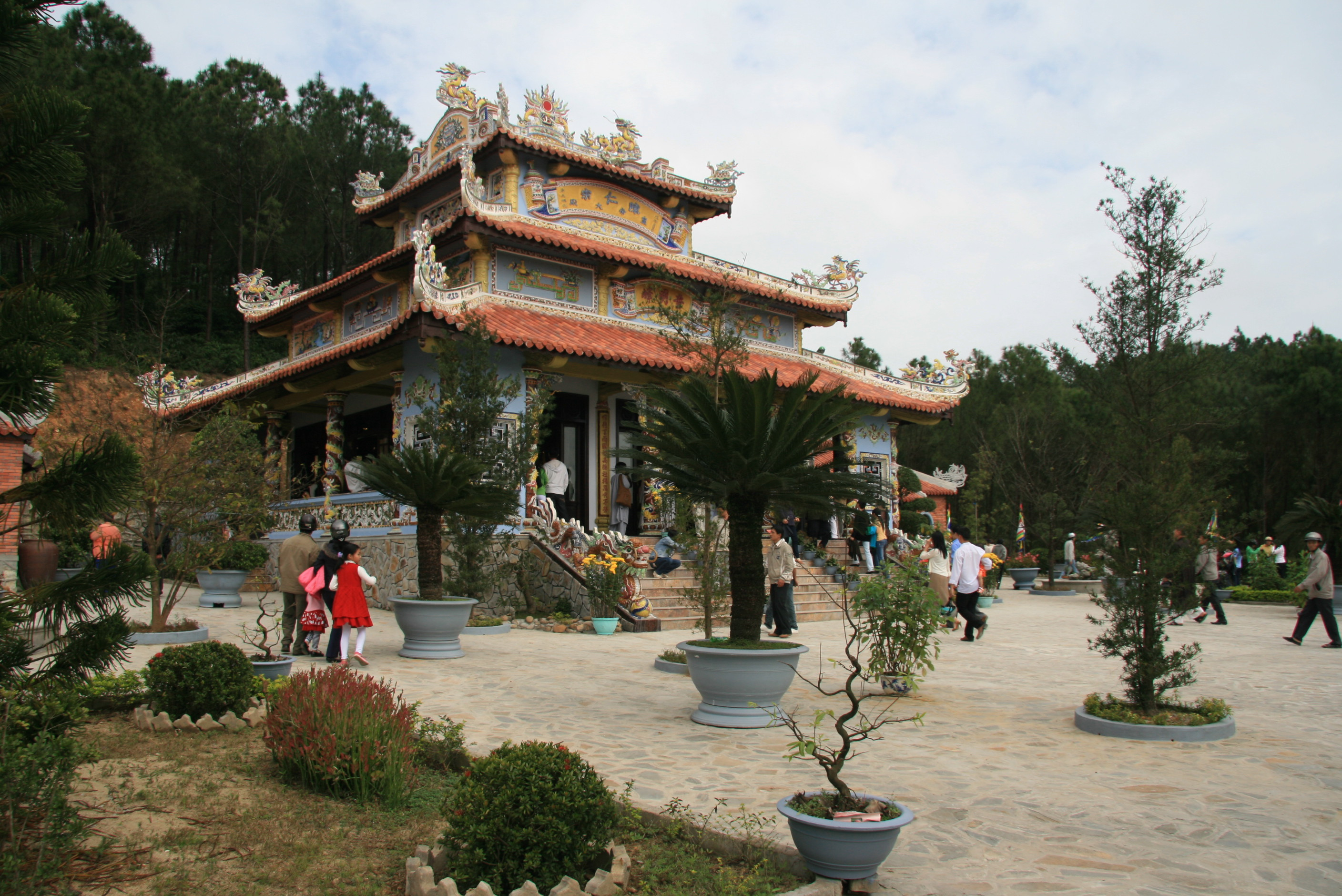
フエの仁宗の廟

李朝は仏教が隆盛を迎えており、建国当初の陳朝でも仏教は強い影響力を有していた。初期の皇族は敬虔な仏教徒であり、仁宗は譲位後に隠棲した後に禅の一派である竹林（チュックラム）派を創設した。やがて陳朝の仏教は、道教・ラマ教の影響を受けて次第に変容していく。
道教も仏教と並ぶ有力な宗教であり、宮廷内では仏僧と共に道士も盛んに活動していた。道教徒として有名な人物に陳国峻がおり、その死後に霊廟が建てられ、神として祀られた。
14世紀に入ると儒教の台頭が始まり、歴代皇帝の信仰も仏教から儒教へと変わっていく。
民衆の間では伝統的な信仰がなおも根強く残り、中国的な祖先、民族的英雄、功労者の崇拝も発展を見せるが、定着するには至っていないという意見もある。

## 外交

### 対元政策
丁朝以来北ベトナムに成立していた政権は、中華王朝の冊封体制の枠内に組み込まれていた。元からの臣従命令（陳朝#モンゴル軍の第一次侵攻参照）は、北方の中華王朝に対抗して南方で「皇帝」を称していた大越にとっては法外な要求と感じられた。また、中華王朝の冊封国である「安南王国」の立場からも、非漢人国家である元の要求は受け入れがたいものだった。元からの入朝命令をかわすために、上皇は架空の皇帝の名前を使って交渉を行い、元の使者が詔勅を持参した際には立ったまま受け取るなど、独立性の維持に苦慮する。クビライの死後に元は南方、東方への進出を放棄し、陳朝も1-3年ごとの朝貢を行い、元との間にそれまでの中華王朝と同様の関係を築いた。ただ、元は第二次遠征中に降伏した陳益稷親子を安南国王に封じており、元末まで陳朝の皇帝は安南国王として直接冊封を受けなかった。

### チャンパ王国
建国初期の陳朝はチャンパに対して李朝と同様に敵対関係にあり、1252年に太宗が首都ヴィジャヤ（現在のクアンガイ省・ビンディン省）に親征を行い、チャンパ王ジャヤ・パラメーシュヴァラヴァルマン2世と王室を捕らえ、クアンチ・クアンビン北部を支配下に収めた。元の侵入に際して陳朝とチャンパは協力関係にあり、1301年に仁宗の交渉によって皇女の玄珍公主とチャンパ王ジャヤ・シンハヴァルマン3世の婚姻が成立した。ジャヤ・シンハヴァルマン3世の没後にチャンパ内の内紛によって両国の関係は悪化し、英宗の親征によってジャヤ・シンハヴァルマン3世の子のチャンパ王ジャヤ・シンハヴァルマン4世を捕らえ、新たにその弟のジャヤ・シンハヴァルマン5世を擁立した。ビナスオールのチャンパ王即位後に両国の力関係は逆転し、1390年にビナスオールが紅河デルタ遠征を行った際には乂安・順州・化州の住民の多くがチャンパに従った。「火銃」という火器によってビナスオールを破ると大越は反撃に転じ、チャンパに占領された土地を回復した。

### 西部のタイ系民族
13世紀末より、東南アジア大陸部ではタイ系民族の大移動と人口増加が顕著になり、陳朝でもアンナン山脈方面への関心が高まっていた。元軍の侵入の直後から国内外に国威を示すために、前代の王朝が実施していたチャンパ遠征に代わって、ベトナム西部の哀牢（アイラオ、現在のラオスに居住するタイ系諸民族）への攻撃が開始される。

## 文化

### 教育

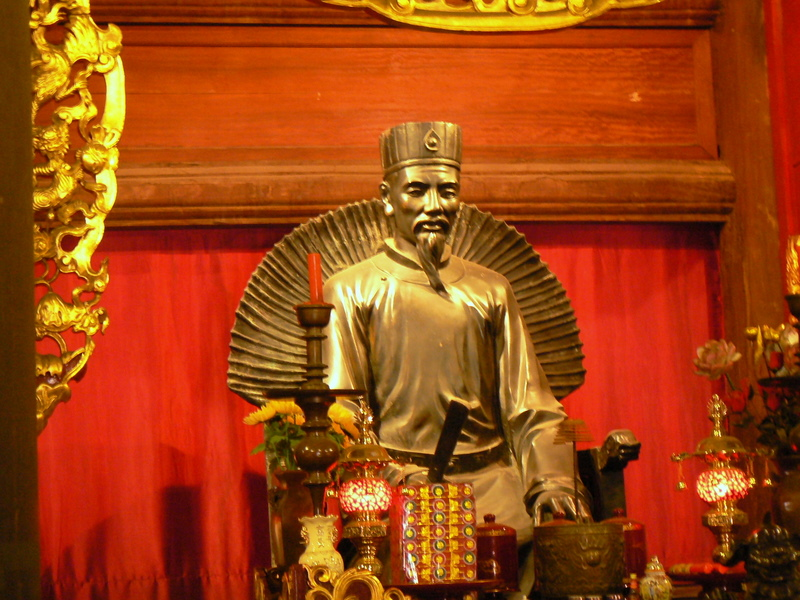
朱文安の像（ハノイの文廟）

官僚の選抜試験である科挙の受験、国学（国子監）への入学は、ごく一部の例外を除いてすべての官僚の子弟が資格を有しており、府・路には公立の学校、村落には民衆の通う私塾が設けられた。1246年より太学生（進士）の試験を7年に1度実施することが決定し、1247年に庭試（殿試）による三魁（状元・榜眼・探花）の選抜が定められた。登用試験は17回行われ、行政を支える官僚の多くは、田庄を有する王侯の門客から輩出された。
陳朝期の教育者の中で著名な人物としては、国学で重職を務めた朱文安が挙げられ、作詩においても名を知られた。

### 文学
陳朝においては、民族文化が高まりを見せる。1272年に黎文休（レ・ヴァン・フー）を中心とした国史院の官吏によって、30巻から成るベトナム最初の正史である『大越史記』が編纂された。『大越史記』は『資治通鑑』同様の編年体通史であり、18世紀まで大越で編纂された史書の様式の先駆けとなった。
建国当初の陳氏の人間のほとんどは高度な学識を有しておらず、陳朝建国の功績者である陳守度でさえも『大越史記全書』において上辺だけの学識の持ち主と評されている。しかし、李朝に代わって陳朝が成立すると、陳朝の王侯貴族は文化に特別な意味を見出すようになり、その傾向は特に文学において顕著であった。聖宗の弟の昭明王陳光啓（チャン・クアン・カイ）が第二次モンゴル戦争の勝利を記念するために編集した詩集『従駕還京』は、陳朝期におけるベトナム人の民族意識を表す好例の一つとして挙げられる。民族意識はモンゴルの第二次侵攻の際に陳国峻が発した檄文『檄将士文』にも見られ、『檄将士文』はベトナムにおける檄文の形式として最も有名である。皇族の陳氏以外に、文人官僚や学者も詩文を著した。漢詩の優れた書き手として知られる莫挺之（マク・ディン・チー）、張漢超のほかに、対モンゴル戦争で活躍した范五老も詩集『述懐』を著した詩人としての一面を持っていた。
仏教界からは仏教思想と禅の精神を表現した文学作品が多く現れ、仏教文学の著者としては仁宗らが知られる。また、宮廷の人間や仏僧などの上流階級によって書かれた文学作品以外に、『粤甸幽霊集』などの民間伝承を集めた作品集も編集された。これらの作品集は文学的な価値以外に、古代ベトナムの歴史をひも解く重要な手掛かりとしても評価されている。
陳朝期の文学は、13世紀末からのチュノムによるベトナム語文学の勃興期という面でも大きな役割を持っている。陳朝以前、ベトナム語は主に口伝の歴史と諺に用いられていたが、仁宗の治世にベトナム語は初めて第二の公用語として漢語と共に公文書に使われる。官吏の阮詮は1282年にチュノムによる文学作品を発表し、これがチュノムによって書かれた詩として最も古い記録の一つとして考えられている。阮詮より後の時代になると、チュノムは次第に国学でも使われるようになり、朱文安は漢詩以外にチュノムによる作詩も行った。陳朝期のチュノム文学の業績は、後の時代のベトナム語による文学作品の発展の基礎となる。
他方、陳朝支配下の北ベトナムではチャンパ王国のチャム族、ラオスに居住するラーオ族の言語も話されていた。また、聖宗の弟の昭文王陳日燏（チャン・ニャット・ズァット）はチャム語以外に単馬錫（トゥマシク、現在のシンガポール）の言語を解したという。1374年には中国人の服装をすることと共に、チャム族とラーオ族の言葉を真似て使うことが法令によって禁止される。

### 工芸

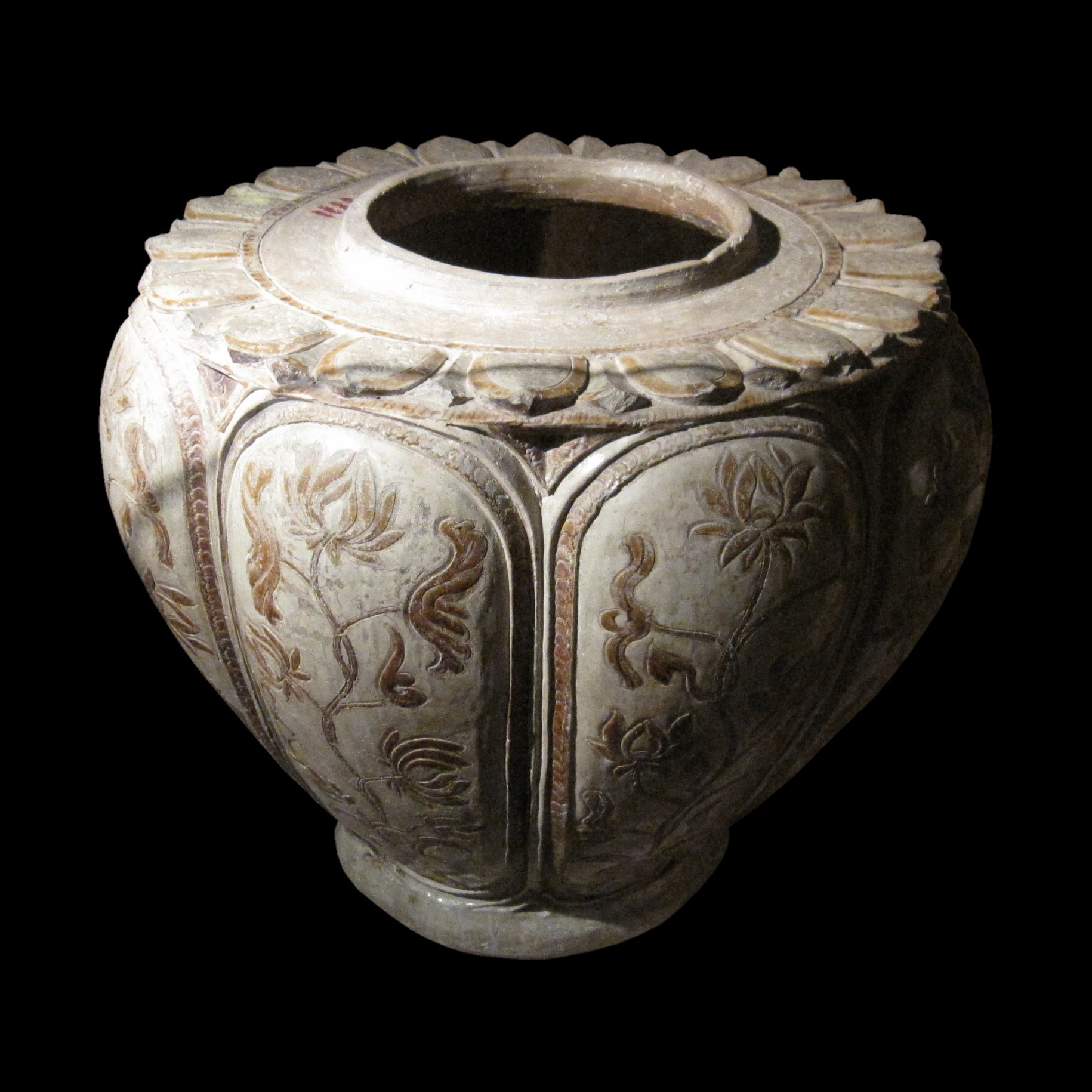
陳朝期の安南焼。水蓮・菊の模様で彩られている。

陳朝期の工業には国の支援を受けた分野と、民間で独自に発達した分野の二種が存在した。国から援助を受けた分野として白磁・綿布織物・絹織物・兵器製造・造船業を、国に依らず独自に発達した工業には銅の鋳造・製紙・木版印刷・木工・建築・鉱業を一例として挙げられる。手工業者の中には、同業者と共に地方で職人村を形成する者や昇龍に上京して坊（フォン、同業者組合）を結成する者もおり、昇龍の皇宮の近隣には61の坊が存在した。
陳朝期には陶磁器（安南焼）が独自の発達を見せ、南海の産物に代わって交易品の地位を得る。12世紀以降、北ベトナムでは緑釉・黄釉の陶器が作られ、中国からの影響を受けながらも独自の作風を開拓していた。14世紀からは龍泉窯・景徳鎮窯の技術が取り入れられた白磁・青磁が生産され、陳朝期の青磁の一種であるタニュ・ホア物はモンゴルの侵入を逃れて大越に流入した宋人によって創始されたと考えられている。

### 建築
陳朝における代表的な建築物として、14階建の普明寺の塔（フォーミン、ナムディン省）・西都城（タイドー、タインホア省）がある。また、昇龍の皇宮・平山（ビンソン）の塔などの李朝以前に完成した建造物の修復も実施された。また、高位の人間の陵墓には動物や人間の彫像が多く飾られた。
西都城は6メートル近い岩造りの城壁と堀に守られ、3箇所の門はアーチ造りの屋根で飾られていた。

### 風俗・芸能
王侯貴族には船舶に居住する習慣があり、彼らは自分たちの船を有し、職務・宴会・娯楽を船の上でも楽しんでいたという。沿岸部の漁民の風習である入墨は陳朝の王侯貴族の間でも行われており、皇族は太ももに竜の入墨を施していた。入墨の習慣については、自分たちが漁民の出身であることを示すために入墨をしているのだと、仁宗が子の英宗に語り伝えた逸話が残る。
一般民衆は質素な衣服を着用し、裸足で歩く生活を送っていた。しかし、彼らは歌・踊り・歴史的事件などを題材とした歌劇（チェオ、トゥオン）・人形劇・相撲・蹴鞠・競漕など様々な娯楽を楽しんでいた。
李朝・陳朝は音楽と文化の黄金期だと考えられており、陳朝の時代に演劇は低俗な娯楽とみなされていたが、演劇は陳朝末期に急速に発展する。演劇の発展には元軍の捕虜出身の俳優の李元吉の存在があり、彼は、物語・衣装・演じる役柄・軽業といった中国演劇の特徴をベトナムの芸能界に導入したとされている。このために李元吉はベトナムの古典演劇であるトゥオンの確立者と考えられているが、近年ではトゥオンと中国の歌劇の間にはメイクと衣装の用法、劇上の慣習などにおいて異なる概念が多く存在するために、李元吉を古典演劇の確立者とすることに異議が唱えられている。演劇は庶民の間だけでなく裕宗在位中の宮廷でも流行し、皇帝の楊日礼の母は恭粛王陳元昱が寵愛した女優だった。

### 科学

#### 天文学
陳朝における科学の発展については史書で詳述されていないが、『大越史記全書』でしばしば言及される鄧路（ダン・ロ）が陳朝の著名な天文学者として挙げられる。明宗の治世に鄧路は廉訪使（査察官）の官職に任命されたが、行政での活躍よりもむしろ天体観測のための天球儀を発明したことで知られる。鄧路は観測の結果を元に、1339年に国内で使用されている授時暦を北ベトナムの気候により適した協紀暦に修正することを進言し、彼の提案した協紀暦が採用された。
鄧路以外の科学者としては、暦の計算を得意とした宗室の陳元旦（チャン・グエン・ダン、陳光啓の玄孫）が挙げられる。

#### 医学
1261年に聖宗は宮廷内の医療を統括する太医院の設立を命じ、医官は医師の選抜試験と疫病の治療を職務とした。1365年に太医院は多くの疾病に薬効があると言われた「紅玉霜丸」という官薬を貧民に下賜した。
陳朝の医師は漢方薬を用いる伝統的な中国医学による治療の傍らで、様々な地方の薬草を採取し、栽培していた。明宗の治世に活躍した太医令である范公本（ファン・コン・バン）は、地方の薬草で調合した薬による治療を行うことで広く知られており、医学書『太医役病』（宮廷医による症例集）に自らの治療法を記したと考えられている。
もう一人の陳朝において有名な医学者として、范公本の同郷人である僧侶の慧浄（トゥエ・ティン）が挙げられる。慧浄はベトナム史上に残る高名な医学者の一人に数えられ、その2冊の著書『洪義覚斯医書』と『南薬神効』がベトナムの伝統医療の基礎を作り上げたことにより、「南方医学の父」と称賛されている。『南薬神効』にはベトナム各地で採取できる499種の薬草、3,000以上の処方によっての184種の疾病の治療法が記載されていた。『南薬神効』とは対照的に、『洪義覚斯医書』には単純かつ簡単な薬の調合法が記され、民衆に高い効能のある薬を提供した。

## 歴代皇帝
1. 太宗 陳煚（在位：1225年 - 1258年）
2. 聖宗 陳晃（陳日烜）（在位：1258年 - 1278年）
3. 仁宗 陳昑（陳日燇）（在位：1278年 - 1293年）
4. 英宗 陳烇（陳日㷃）（在位：1293年 - 1314年）
5. 明宗 陳奣（陳日爌）（在位：1314年 - 1329年）
6. 憲宗 陳旺（陳日㷆）（在位：1329年 - 1341年）
7. 裕宗 陳暭（陳日煃）（在位：1341年 - 1369年）
8. 昏徳公 楊日礼（陳日熞）（在位：1369年 - 1370年）
9. 芸宗 陳暊（陳叔明）（在位：1370年 - 1372年）
10. 睿宗 陳曔（陳日煓）（在位：1372年 - 1377年）
11. 廃帝 陳晛（陳日煒）（在位：1377年 - 1388年）
12. 順宗 陳顒（陳日焜）（在位：1388年 - 1398年）
13. 少帝 陳𭴣（在位：1398年 - 1400年）

## 系図
|         |         |         |         |               |               |               |               |               |               |             |             |                 |                 |                 |                 |                  |                  | 穆祖 陳京        |                  |                  |                  |                 |                 |                   |                   |                   |                   |                   |                   |        |        |                 |                 |                 |                 |                 |                 |  |  |                   |                   |                   |                   |                   |                   |               |               |               |               |        |        |          |          |          |          |          |          |  |  |  |  |  |  |  |  |  |  |  |  |  |  |  |  |  |  |  |  |  |  |  |  |  |  |  |  |  |  |  |  |  |  |  |  |  |  |  |  |
|         |         |         |         |               |               |               |               |               |               |             |             |                 |                 |                 |                 |                  |                  |                  |                  |                  |                  |                 |                 |                   |                   |                   |                   |                   |                   |        |        |                 |                 |                 |                 |                 |                 |  |  |                   |                   |                   |                   |                   |                   |               |               |               |               |        |        |          |          |          |          |          |          |  |  |  |  |  |  |  |  |  |  |  |  |  |  |  |  |  |  |  |  |  |  |  |  |  |  |  |  |  |  |  |  |  |  |  |  |  |  |  |  |
|         |         |         |         |               |               |               |               |               |               |             |             |                 |                 |                 |                 |                  |                  |                  |                  |                  |                  |                 |                 |                   |                   |                   |                   |                   |                   |        |        |                 |                 |                 |                 |                 |                 |  |  |                   |                   |                   |                   |                   |                   |               |               |               |               |        |        |          |          |          |          |          |          |  |  |  |  |  |  |  |  |  |  |  |  |  |  |  |  |  |  |  |  |  |  |  |  |  |  |  |  |  |  |  |  |  |  |  |  |  |  |  |  |
|         |         |         |         | 寧祖 陳翕     | 寧祖 陳翕     | 寧祖 陳翕     | 寧祖 陳翕     | 寧祖 陳翕     | 寧祖 陳翕     |             |             |                 |                 |                 |                 |                  |                  |                  |                  |                  |                  |                 |                 |                   |                   |                   |                   |                   |                   |        |        | 陳果            | 陳果            | 陳果            | 陳果            | 陳果            | 陳果            |  |  |                   |                   |                   |                   |                   |                   |               |               |               |               |        |        |          |          |          |          |          |          |  |  |  |  |  |  |  |  |  |  |  |  |  |  |  |  |  |  |  |  |  |  |  |  |  |  |  |  |  |  |  |  |  |  |  |  |  |  |  |  |
|         |         |         |         | 寧祖 陳翕     | 寧祖 陳翕     | 寧祖 陳翕     | 寧祖 陳翕     | 寧祖 陳翕     | 寧祖 陳翕     |             |             |                 |                 |                 |                 |                  |                  |                  |                  |                  |                  |                 |                 |                   |                   |                   |                   |                   |                   |        |        | 陳果            | 陳果            | 陳果            | 陳果            | 陳果            | 陳果            |  |  |                   |                   |                   |                   |                   |                   |               |               |               |               |        |        |          |          |          |          |          |          |  |  |  |  |  |  |  |  |  |  |  |  |  |  |  |  |  |  |  |  |  |  |  |  |  |  |  |  |  |  |  |  |  |  |  |  |  |  |  |  |
|         |         |         |         | 元祖 陳李     | 元祖 陳李     | 元祖 陳李     | 元祖 陳李     | 元祖 陳李     | 元祖 陳李     |             |             |                 |                 |                 |                 | (李7)高宗 李龍𣉙 | (李7)高宗 李龍𣉙 | (李7)高宗 李龍𣉙 | (李7)高宗 李龍𣉙 | (李7)高宗 李龍𣉙 | (李7)高宗 李龍𣉙 |                 |                 |                   |                   |                   |                   |                   |                   |        |        | 弘毅大王 陳？   | 弘毅大王 陳？   | 弘毅大王 陳？   | 弘毅大王 陳？   | 弘毅大王 陳？   | 弘毅大王 陳？   |  |  |                   |                   |                   |                   |                   |                   |               |               |               |               |        |        |          |          |          |          |          |          |  |  |  |  |  |  |  |  |  |  |  |  |  |  |  |  |  |  |  |  |  |  |  |  |  |  |  |  |  |  |  |  |  |  |  |  |  |  |  |  |
|         |         |         |         | 元祖 陳李     | 元祖 陳李     | 元祖 陳李     | 元祖 陳李     | 元祖 陳李     | 元祖 陳李     |             |             |                 |                 |                 |                 | (李7)高宗 李龍𣉙 | (李7)高宗 李龍𣉙 | (李7)高宗 李龍𣉙 | (李7)高宗 李龍𣉙 | (李7)高宗 李龍𣉙 | (李7)高宗 李龍𣉙 |                 |                 |                   |                   |                   |                   |                   |                   |        |        | 弘毅大王 陳？   | 弘毅大王 陳？   | 弘毅大王 陳？   | 弘毅大王 陳？   | 弘毅大王 陳？   | 弘毅大王 陳？   |  |  |                   |                   |                   |                   |                   |                   |               |               |               |               |        |        |          |          |          |          |          |          |  |  |  |  |  |  |  |  |  |  |  |  |  |  |  |  |  |  |  |  |  |  |  |  |  |  |  |  |  |  |  |  |  |  |  |  |  |  |  |  |
|         |         |         |         |               |               |               |               |               |               |             |             |                 |                 |                 |                 |                  |                  |                  |                  |                  |                  |                 |                 |                   |                   |                   |                   |                   |                   |        |        |                 |                 |                 |                 |                 |                 |  |  |                   |                   |                   |                   |                   |                   |               |               |               |               |        |        |          |          |          |          |          |          |  |  |  |  |  |  |  |  |  |  |  |  |  |  |  |  |  |  |  |  |  |  |  |  |  |  |  |  |  |  |  |  |  |  |  |  |  |  |  |  |
|         |         |         |         | 太祖 陳承     | 太祖 陳承     | 太祖 陳承     | 太祖 陳承     | 太祖 陳承     | 太祖 陳承     |             |             |                 |                 |                 |                 | (李8)恵宗 李旵   | (李8)恵宗 李旵   | (李8)恵宗 李旵   | (李8)恵宗 李旵   | (李8)恵宗 李旵   | (李8)恵宗 李旵   |                 |                 | 霊慈国母 陳？     | 霊慈国母 陳？     | 霊慈国母 陳？     | 霊慈国母 陳？     | 霊慈国母 陳？     | 霊慈国母 陳？     |        |        | 忠武大王 陳守度 | 忠武大王 陳守度 | 忠武大王 陳守度 | 忠武大王 陳守度 | 忠武大王 陳守度 | 忠武大王 陳守度 |  |  |                   |                   |                   |                   |                   |                   |               |               |               |               |        |        |          |          |          |          |          |          |  |  |  |  |  |  |  |  |  |  |  |  |  |  |  |  |  |  |  |  |  |  |  |  |  |  |  |  |  |  |  |  |  |  |  |  |  |  |  |  |
|         |         |         |         | 太祖 陳承     | 太祖 陳承     | 太祖 陳承     | 太祖 陳承     | 太祖 陳承     | 太祖 陳承     |             |             |                 |                 |                 |                 | (李8)恵宗 李旵   | (李8)恵宗 李旵   | (李8)恵宗 李旵   | (李8)恵宗 李旵   | (李8)恵宗 李旵   | (李8)恵宗 李旵   |                 |                 | 霊慈国母 陳？     | 霊慈国母 陳？     | 霊慈国母 陳？     | 霊慈国母 陳？     | 霊慈国母 陳？     | 霊慈国母 陳？     |        |        | 忠武大王 陳守度 | 忠武大王 陳守度 | 忠武大王 陳守度 | 忠武大王 陳守度 | 忠武大王 陳守度 | 忠武大王 陳守度 |  |  |                   |                   |                   |                   |                   |                   |               |               |               |               |        |        |          |          |          |          |          |          |  |  |  |  |  |  |  |  |  |  |  |  |  |  |  |  |  |  |  |  |  |  |  |  |  |  |  |  |  |  |  |  |  |  |  |  |  |  |  |  |
|         |         |         |         |               |               |               |               |               |               |             |             |                 |                 |                 |                 |                  |                  |                  |                  |                  |                  |                 |                 |                   |                   |                   |                   |                   |                   |        |        |                 |                 |                 |                 |                 |                 |  |  |                   |                   |                   |                   |                   |                   |               |               |               |               |        |        |          |          |          |          |          |          |  |  |  |  |  |  |  |  |  |  |  |  |  |  |  |  |  |  |  |  |  |  |  |  |  |  |  |  |  |  |  |  |  |  |  |  |  |  |  |  |
|         |         |         |         |               |               |               |               |               |               |             |             |                 |                 |                 |                 |                  |                  |                  |                  |                  |                  |                 |                 |                   |                   |                   |                   |                   |                   |        |        |                 |                 |                 |                 |                 |                 |  |  |                   |                   |                   |                   |                   |                   |               |               |               |               |        |        |          |          |          |          |          |          |  |  |  |  |  |  |  |  |  |  |  |  |  |  |  |  |  |  |  |  |  |  |  |  |  |  |  |  |  |  |  |  |  |  |  |  |  |  |  |  |
|         |         |         |         |               |               |               |               |               |               |             |             |                 |                 |                 |                 |                  |                  |                  |                  |                  |                  |                 |                 |                   |                   |                   |                   |                   |                   |        |        |                 |                 |                 |                 |                 |                 |  |  |                   |                   |                   |                   |                   |                   |               |               |               |               |        |        |          |          |          |          |          |          |  |  |  |  |  |  |  |  |  |  |  |  |  |  |  |  |  |  |  |  |  |  |  |  |  |  |  |  |  |  |  |  |  |  |  |  |  |  |  |  |
|         |         |         |         |               |               |               |               |               |               |             |             |                 |                 |                 |                 |                  |                  |                  |                  |                  |                  |                 |                 |                   |                   |                   |                   |                   |                   |        |        |                 |                 |                 |                 |                 |                 |  |  |                   |                   |                   |                   |                   |                   |               |               |               |               |        |        |          |          |          |          |          |          |  |  |  |  |  |  |  |  |  |  |  |  |  |  |  |  |  |  |  |  |  |  |  |  |  |  |  |  |  |  |  |  |  |  |  |  |  |  |  |  |
|         |         |         |         | 安生王 陳柳   | 安生王 陳柳   | 安生王 陳柳   | 安生王 陳柳   | 安生王 陳柳   | 安生王 陳柳   |             |             |                 |                 |                 |                 |                  |                  |                  |                  | 順天皇后 李氏莹  | 順天皇后 李氏莹  | 順天皇后 李氏莹 | 順天皇后 李氏莹 | 順天皇后 李氏莹   | 順天皇后 李氏莹   |                   |                   |                   |                   |        |        | (1)太宗 陳煚    | (1)太宗 陳煚    | (1)太宗 陳煚    | (1)太宗 陳煚    | (1)太宗 陳煚    | (1)太宗 陳煚    |  |  | (李9)昭皇 李仏金  | (李9)昭皇 李仏金  | (李9)昭皇 李仏金  | (李9)昭皇 李仏金  | (李9)昭皇 李仏金  | (李9)昭皇 李仏金  |               |               |               |               |        |        |          |          |          |          |          |          |  |  |  |  |  |  |  |  |  |  |  |  |  |  |  |  |  |  |  |  |  |  |  |  |  |  |  |  |  |  |  |  |  |  |  |  |  |  |  |  |
|         |         |         |         | 安生王 陳柳   | 安生王 陳柳   | 安生王 陳柳   | 安生王 陳柳   | 安生王 陳柳   | 安生王 陳柳   |             |             |                 |                 |                 |                 |                  |                  |                  |                  | 順天皇后 李氏莹  | 順天皇后 李氏莹  | 順天皇后 李氏莹 | 順天皇后 李氏莹 | 順天皇后 李氏莹   | 順天皇后 李氏莹   |                   |                   |                   |                   |        |        | (1)太宗 陳煚    | (1)太宗 陳煚    | (1)太宗 陳煚    | (1)太宗 陳煚    | (1)太宗 陳煚    | (1)太宗 陳煚    |  |  | (李9)昭皇 李仏金  | (李9)昭皇 李仏金  | (李9)昭皇 李仏金  | (李9)昭皇 李仏金  | (李9)昭皇 李仏金  | (李9)昭皇 李仏金  |               |               |               |               |        |        |          |          |          |          |          |          |  |  |  |  |  |  |  |  |  |  |  |  |  |  |  |  |  |  |  |  |  |  |  |  |  |  |  |  |  |  |  |  |  |  |  |  |  |  |  |  |
|         |         |         |         |               |               |               |               |               |               |             |             |                 |                 |                 |                 |                  |                  |                  |                  |                  |                  |                 |                 |                   |                   |                   |                   |                   |                   |        |        |                 |                 |                 |                 |                 |                 |  |  |                   |                   |                   |                   |                   |                   |               |               |               |               |        |        |          |          |          |          |          |          |  |  |  |  |  |  |  |  |  |  |  |  |  |  |  |  |  |  |  |  |  |  |  |  |  |  |  |  |  |  |  |  |  |  |  |  |  |  |  |  |
|         |         |         |         |               |               |               |               |               |               |             |             |                 |                 |                 |                 |                  |                  |                  |                  |                  |                  |                 |                 |                   |                   |                   |                   |                   |                   |        |        |                 |                 |                 |                 |                 |                 |  |  |                   |                   |                   |                   |                   |                   |               |               |               |               |        |        |          |          |          |          |          |          |  |  |  |  |  |  |  |  |  |  |  |  |  |  |  |  |  |  |  |  |  |  |  |  |  |  |  |  |  |  |  |  |  |  |  |  |  |  |  |  |
|         |         |         |         | 興道王 陳国峻 | 興道王 陳国峻 | 興道王 陳国峻 | 興道王 陳国峻 | 興道王 陳国峻 | 興道王 陳国峻 |             |             | 元聖皇后 陳氏韶 | 元聖皇后 陳氏韶 | 元聖皇后 陳氏韶 | 元聖皇后 陳氏韶 | 元聖皇后 陳氏韶  | 元聖皇后 陳氏韶  |                  |                  |                  |                  |                 |                 | (2)聖宗 陳晃      | (2)聖宗 陳晃      | (2)聖宗 陳晃      | (2)聖宗 陳晃      | (2)聖宗 陳晃      | (2)聖宗 陳晃      |        |        | 昭国王 陳益稷   | 昭国王 陳益稷   | 昭国王 陳益稷   | 昭国王 陳益稷   | 昭国王 陳益稷   | 昭国王 陳益稷   |  |  |                   |                   |                   |                   |                   |                   |               |               |               |               |        |        |          |          |          |          |          |          |  |  |  |  |  |  |  |  |  |  |  |  |  |  |  |  |  |  |  |  |  |  |  |  |  |  |  |  |  |  |  |  |  |  |  |  |  |  |  |  |
|         |         |         |         | 興道王 陳国峻 | 興道王 陳国峻 | 興道王 陳国峻 | 興道王 陳国峻 | 興道王 陳国峻 | 興道王 陳国峻 |             |             | 元聖皇后 陳氏韶 | 元聖皇后 陳氏韶 | 元聖皇后 陳氏韶 | 元聖皇后 陳氏韶 | 元聖皇后 陳氏韶  | 元聖皇后 陳氏韶  |                  |                  |                  |                  |                 |                 | (2)聖宗 陳晃      | (2)聖宗 陳晃      | (2)聖宗 陳晃      | (2)聖宗 陳晃      | (2)聖宗 陳晃      | (2)聖宗 陳晃      |        |        | 昭国王 陳益稷   | 昭国王 陳益稷   | 昭国王 陳益稷   | 昭国王 陳益稷   | 昭国王 陳益稷   | 昭国王 陳益稷   |  |  |                   |                   |                   |                   |                   |                   |               |               |               |               |        |        |          |          |          |          |          |          |  |  |  |  |  |  |  |  |  |  |  |  |  |  |  |  |  |  |  |  |  |  |  |  |  |  |  |  |  |  |  |  |  |  |  |  |  |  |  |  |
|         |         |         |         |               |               |               |               |               |               |             |             |                 |                 |                 |                 |                  |                  |                  |                  |                  |                  |                 |                 |                   |                   |                   |                   |                   |                   |        |        |                 |                 |                 |                 |                 |                 |  |  |                   |                   |                   |                   |                   |                   |               |               |               |               |        |        |          |          |          |          |          |          |  |  |  |  |  |  |  |  |  |  |  |  |  |  |  |  |  |  |  |  |  |  |  |  |  |  |  |  |  |  |  |  |  |  |  |  |  |  |  |  |
|         |         |         |         |               |               |               |               |               |               |             |             |                 |                 |                 |                 |                  |                  |                  |                  |                  |                  |                 |                 |                   |                   |                   |                   |                   |                   |        |        |                 |                 |                 |                 |                 |                 |  |  |                   |                   |                   |                   |                   |                   |               |               |               |               |        |        |          |          |          |          |          |          |  |  |  |  |  |  |  |  |  |  |  |  |  |  |  |  |  |  |  |  |  |  |  |  |  |  |  |  |  |  |  |  |  |  |  |  |  |  |  |  |
|         |         |         |         | 興譲王 陳国顙 | 興譲王 陳国顙 | 興譲王 陳国顙 | 興譲王 陳国顙 | 興譲王 陳国顙 | 興譲王 陳国顙 |             |             | 欽慈皇后 陳氏楨 | 欽慈皇后 陳氏楨 | 欽慈皇后 陳氏楨 | 欽慈皇后 陳氏楨 | 欽慈皇后 陳氏楨  | 欽慈皇后 陳氏楨  |                  |                  | (3)仁宗 陳昑     | (3)仁宗 陳昑     | (3)仁宗 陳昑    | (3)仁宗 陳昑    | (3)仁宗 陳昑      | (3)仁宗 陳昑      |                   |                   | (不詳)            | (不詳)            | (不詳) | (不詳) | (不詳)          | (不詳)          |                 |                 |                 |                 |  |  |                   |                   |                   |                   |                   |                   |               |               |               |               |        |        |          |          |          |          |          |          |  |  |  |  |  |  |  |  |  |  |  |  |  |  |  |  |  |  |  |  |  |  |  |  |  |  |  |  |  |  |  |  |  |  |  |  |  |  |  |  |
|         |         |         |         | 興譲王 陳国顙 | 興譲王 陳国顙 | 興譲王 陳国顙 | 興譲王 陳国顙 | 興譲王 陳国顙 | 興譲王 陳国顙 |             |             | 欽慈皇后 陳氏楨 | 欽慈皇后 陳氏楨 | 欽慈皇后 陳氏楨 | 欽慈皇后 陳氏楨 | 欽慈皇后 陳氏楨  | 欽慈皇后 陳氏楨  |                  |                  | (3)仁宗 陳昑     | (3)仁宗 陳昑     | (3)仁宗 陳昑    | (3)仁宗 陳昑    | (3)仁宗 陳昑      | (3)仁宗 陳昑      |                   |                   | (不詳)            | (不詳)            | (不詳) | (不詳) | (不詳)          | (不詳)          |                 |                 |                 |                 |  |  |                   |                   |                   |                   |                   |                   |               |               |               |               |        |        |          |          |          |          |          |          |  |  |  |  |  |  |  |  |  |  |  |  |  |  |  |  |  |  |  |  |  |  |  |  |  |  |  |  |  |  |  |  |  |  |  |  |  |  |  |  |
|         |         |         |         |               |               |               |               |               |               |             |             |                 |                 |                 |                 |                  |                  |                  |                  |                  |                  |                 |                 |                   |                   |                   |                   |                   |                   |        |        |                 |                 |                 |                 |                 |                 |  |  |                   |                   |                   |                   |                   |                   |               |               |               |               |        |        |          |          |          |          |          |          |  |  |  |  |  |  |  |  |  |  |  |  |  |  |  |  |  |  |  |  |  |  |  |  |  |  |  |  |  |  |  |  |  |  |  |  |  |  |  |  |
|         |         |         |         |               |               |               |               |               |               |             |             |                 |                 |                 |                 |                  |                  |                  |                  |                  |                  |                 |                 |                   |                   |                   |                   |                   |                   |        |        |                 |                 |                 |                 |                 |                 |  |  |                   |                   |                   |                   |                   |                   |               |               |               |               |        |        |          |          |          |          |          |          |  |  |  |  |  |  |  |  |  |  |  |  |  |  |  |  |  |  |  |  |  |  |  |  |  |  |  |  |  |  |  |  |  |  |  |  |  |  |  |  |
|         |         |         |         | 順聖皇后      | 順聖皇后      | 順聖皇后      | 順聖皇后      | 順聖皇后      | 順聖皇后      |             |             |                 |                 |                 |                 | (4)英宗 陳烇     | (4)英宗 陳烇     | (4)英宗 陳烇     | (4)英宗 陳烇     | (4)英宗 陳烇     | (4)英宗 陳烇     |                 |                 |                   |                   |                   |                   |                   |                   |        |        |                 |                 |                 |                 |                 |                 |  |  |                   |                   |                   |                   | 恵武王 陳国瑱     | 恵武王 陳国瑱     | 恵武王 陳国瑱 | 恵武王 陳国瑱 | 恵武王 陳国瑱 | 恵武王 陳国瑱 |        |        | 玄珍公主 | 玄珍公主 | 玄珍公主 | 玄珍公主 | 玄珍公主 | 玄珍公主 |  |  |  |  |  |  |  |  |  |  |  |  |  |  |  |  |  |  |  |  |  |  |  |  |  |  |  |  |  |  |  |  |  |  |  |  |  |  |  |  |
|         |         |         |         | 順聖皇后      | 順聖皇后      | 順聖皇后      | 順聖皇后      | 順聖皇后      | 順聖皇后      |             |             |                 |                 |                 |                 | (4)英宗 陳烇     | (4)英宗 陳烇     | (4)英宗 陳烇     | (4)英宗 陳烇     | (4)英宗 陳烇     | (4)英宗 陳烇     |                 |                 |                   |                   |                   |                   |                   |                   |        |        |                 |                 |                 |                 |                 |                 |  |  |                   |                   |                   |                   | 恵武王 陳国瑱     | 恵武王 陳国瑱     | 恵武王 陳国瑱 | 恵武王 陳国瑱 | 恵武王 陳国瑱 | 恵武王 陳国瑱 |        |        | 玄珍公主 | 玄珍公主 | 玄珍公主 | 玄珍公主 | 玄珍公主 | 玄珍公主 |  |  |  |  |  |  |  |  |  |  |  |  |  |  |  |  |  |  |  |  |  |  |  |  |  |  |  |  |  |  |  |  |  |  |  |  |  |  |  |  |
|         |         |         |         |               |               |               |               |               |               |             |             |                 |                 |                 |                 |                  |                  |                  |                  |                  |                  |                 |                 |                   |                   |                   |                   |                   |                   |        |        |                 |                 |                 |                 |                 |                 |  |  |                   |                   |                   |                   |                   |                   |               |               |               |               |        |        |          |          |          |          |          |          |  |  |  |  |  |  |  |  |  |  |  |  |  |  |  |  |  |  |  |  |  |  |  |  |  |  |  |  |  |  |  |  |  |  |  |  |  |  |  |  |
|         |         |         |         |               |               |               |               |               |               |             |             |                 |                 |                 |                 | 明宗5            | 明宗5            | 明宗5            | 明宗5            | 明宗5            | 明宗5            |                 |                 |                   |                   |                   |                   |                   |                   |        |        |                 |                 |                 |                 |                 |                 |  |  |                   |                   |                   |                   | 憲慈皇后          | 憲慈皇后          | 憲慈皇后      | 憲慈皇后      | 憲慈皇后      | 憲慈皇后      |        |        |          |          |          |          |          |          |  |  |  |  |  |  |  |  |  |  |  |  |  |  |  |  |  |  |  |  |  |  |  |  |  |  |  |  |  |  |  |  |  |  |  |  |  |  |  |  |
|         |         |         |         |               |               |               |               |               |               |             |             |                 |                 |                 |                 | 明宗5            | 明宗5            | 明宗5            | 明宗5            | 明宗5            | 明宗5            |                 |                 |                   |                   |                   |                   |                   |                   |        |        |                 |                 |                 |                 |                 |                 |  |  |                   |                   |                   |                   | 憲慈皇后          | 憲慈皇后          | 憲慈皇后      | 憲慈皇后      | 憲慈皇后      | 憲慈皇后      |        |        |          |          |          |          |          |          |  |  |  |  |  |  |  |  |  |  |  |  |  |  |  |  |  |  |  |  |  |  |  |  |  |  |  |  |  |  |  |  |  |  |  |  |  |  |  |  |
|         |         |         |         |               |               |               |               |               |               |             |             |                 |                 |                 |                 |                  |                  |                  |                  |                  |                  |                 |                 |                   |                   |                   |                   |                   |                   |        |        |                 |                 |                 |                 |                 |                 |  |  |                   |                   |                   |                   |                   |                   |               |               |               |               |        |        |          |          |          |          |          |          |  |  |  |  |  |  |  |  |  |  |  |  |  |  |  |  |  |  |  |  |  |  |  |  |  |  |  |  |  |  |  |  |  |  |  |  |  |  |  |  |
|         |         |         |         |               |               |               |               |               |               |             |             |                 |                 |                 |                 |                  |                  |                  |                  |                  |                  |                 |                 |                   |                   |                   |                   |                   |                   |        |        |                 |                 |                 |                 |                 |                 |  |  |                   |                   |                   |                   |                   |                   |               |               |               |               |        |        |          |          |          |          |          |          |  |  |  |  |  |  |  |  |  |  |  |  |  |  |  |  |  |  |  |  |  |  |  |  |  |  |  |  |  |  |  |  |  |  |  |  |  |  |  |  |
|         |         |         |         |               |               |               |               | 憲宗6         | 憲宗6         | 憲宗6       | 憲宗6       | 憲宗6           | 憲宗6           |                 |                 | 芸宗9            | 芸宗9            | 芸宗9            | 芸宗9            | 芸宗9            | 芸宗9            |                 |                 | 天寧公主 陳氏玉瑳 | 天寧公主 陳氏玉瑳 | 天寧公主 陳氏玉瑳 | 天寧公主 陳氏玉瑳 | 天寧公主 陳氏玉瑳 | 天寧公主 陳氏玉瑳 |        |        | 陳元昱          | 陳元昱          | 陳元昱          | 陳元昱          | 陳元昱          | 陳元昱          |  |  | 裕宗7             | 裕宗7             | 裕宗7             | 裕宗7             | 裕宗7             | 裕宗7             |               |               | 睿宗10        | 睿宗10        | 睿宗10 | 睿宗10 | 睿宗10   | 睿宗10   |          |          |          |          |  |  |  |  |  |  |  |  |  |  |  |  |  |  |  |  |  |  |  |  |  |  |  |  |  |  |  |  |  |  |  |  |  |  |  |  |  |  |  |  |
|         |         |         |         |               |               |               |               | 憲宗6         | 憲宗6         | 憲宗6       | 憲宗6       | 憲宗6           | 憲宗6           |                 |                 | 芸宗9            | 芸宗9            | 芸宗9            | 芸宗9            | 芸宗9            | 芸宗9            |                 |                 | 天寧公主 陳氏玉瑳 | 天寧公主 陳氏玉瑳 | 天寧公主 陳氏玉瑳 | 天寧公主 陳氏玉瑳 | 天寧公主 陳氏玉瑳 | 天寧公主 陳氏玉瑳 |        |        | 陳元昱          | 陳元昱          | 陳元昱          | 陳元昱          | 陳元昱          | 陳元昱          |  |  | 裕宗7             | 裕宗7             | 裕宗7             | 裕宗7             | 裕宗7             | 裕宗7             |               |               | 睿宗10        | 睿宗10        | 睿宗10 | 睿宗10 | 睿宗10   | 睿宗10   |          |          |          |          |  |  |  |  |  |  |  |  |  |  |  |  |  |  |  |  |  |  |  |  |  |  |  |  |  |  |  |  |  |  |  |  |  |  |  |  |  |  |  |  |
|         |         |         |         |               |               |               |               |               |               |             |             |                 |                 |                 |                 |                  |                  |                  |                  |                  |                  |                 |                 |                   |                   |                   |                   |                   |                   |        |        |                 |                 |                 |                 |                 |                 |  |  |                   |                   |                   |                   |                   |                   |               |               |               |               |        |        |          |          |          |          |          |          |  |  |  |  |  |  |  |  |  |  |  |  |  |  |  |  |  |  |  |  |  |  |  |  |  |  |  |  |  |  |  |  |  |  |  |  |  |  |  |  |
| 簡定帝1 | 簡定帝1 | 簡定帝1 | 簡定帝1 | 簡定帝1       | 簡定帝1       |               |               | 荘定王 陳𩖃   | 荘定王 陳𩖃   | 荘定王 陳𩖃 | 荘定王 陳𩖃 | 荘定王 陳𩖃     | 荘定王 陳𩖃     |                 |                 | 順宗12           | 順宗12           | 順宗12           | 順宗12           | 順宗12           | 順宗12           |                 |                 | 陳氏              | 陳氏              | 陳氏              | 陳氏              | 陳氏              | 陳氏              |        |        | 楊日礼8         | 楊日礼8         | 楊日礼8         | 楊日礼8         | 楊日礼8         | 楊日礼8         |  |  | 光鸞皇后 陳氏実美 | 光鸞皇后 陳氏実美 | 光鸞皇后 陳氏実美 | 光鸞皇后 陳氏実美 | 光鸞皇后 陳氏実美 | 光鸞皇后 陳氏実美 |               |               | 廃帝11        | 廃帝11        | 廃帝11 | 廃帝11 | 廃帝11   | 廃帝11   |          |          |          |          |  |  |  |  |  |  |  |  |  |  |  |  |  |  |  |  |  |  |  |  |  |  |  |  |  |  |  |  |  |  |  |  |  |  |  |  |  |  |  |  |
| 簡定帝1 | 簡定帝1 | 簡定帝1 | 簡定帝1 | 簡定帝1       | 簡定帝1       |               |               | 荘定王 陳𩖃   | 荘定王 陳𩖃   | 荘定王 陳𩖃 | 荘定王 陳𩖃 | 荘定王 陳𩖃     | 荘定王 陳𩖃     |                 |                 | 順宗12           | 順宗12           | 順宗12           | 順宗12           | 順宗12           | 順宗12           |                 |                 | 陳氏              | 陳氏              | 陳氏              | 陳氏              | 陳氏              | 陳氏              |        |        | 楊日礼8         | 楊日礼8         | 楊日礼8         | 楊日礼8         | 楊日礼8         | 楊日礼8         |  |  | 光鸞皇后 陳氏実美 | 光鸞皇后 陳氏実美 | 光鸞皇后 陳氏実美 | 光鸞皇后 陳氏実美 | 光鸞皇后 陳氏実美 | 光鸞皇后 陳氏実美 |               |               | 廃帝11        | 廃帝11        | 廃帝11 | 廃帝11 | 廃帝11   | 廃帝11   |          |          |          |          |  |  |  |  |  |  |  |  |  |  |  |  |  |  |  |  |  |  |  |  |  |  |  |  |  |  |  |  |  |  |  |  |  |  |  |  |  |  |  |  |
|         |         |         |         |               |               |               |               |               |               |             |             |                 |                 |                 |                 |                  |                  |                  |                  |                  |                  |                 |                 |                   |                   |                   |                   |                   |                   |        |        |                 |                 |                 |                 |                 |                 |  |  |                   |                   |                   |                   |                   |                   |               |               |               |               |        |        |          |          |          |          |          |          |  |  |  |  |  |  |  |  |  |  |  |  |  |  |  |  |  |  |  |  |  |  |  |  |  |  |  |  |  |  |  |  |  |  |  |  |  |  |  |  |
|         |         |         |         |               |               |               |               | 重光帝2       | 重光帝2       | 重光帝2     | 重光帝2     | 重光帝2         | 重光帝2         |                 |                 | 少帝13           | 少帝13           | 少帝13           | 少帝13           | 少帝13           | 少帝13           |                 |                 |                   |                   |                   |                   |                   |                   |        |        |                 |                 |                 |                 |                 |                 |  |  |                   |                   |                   |                   |                   |                   |               |               |               |               |        |        |          |          |          |          |          |          |  |  |  |  |  |  |  |  |  |  |  |  |  |  |  |  |  |  |  |  |  |  |  |  |  |  |  |  |  |  |  |  |  |  |  |  |  |  |  |  |

## 元号
1. 建中：1225年 - 1232年
2. 天応政平：1232年 - 1251年
3. 元豊：1251年 - 1258年
4. 紹隆：1258年 - 1272年
5. 宝符：1273年 - 1278年
6. 紹宝：1279年 - 1285年
7. 重興：1285年 - 1293年
8. 興隆：1293年 - 1314年
9. 大慶：1314年 - 1323年
10. 開泰：1324年 - 1329年
11. 開祐：1329年 - 1341年
12. 紹豊：1341年 - 1357年
13. 大治：1358年 - 1369年
14. 大定：1369年 - 1370年
15. 紹慶：1370年 - 1372年
16. 隆慶：1373年 - 1377年
17. 昌符：1377年 - 1388年
18. 光泰：1388年 - 1398年
19. 建新：1398年 - 1400年

## ギャラリー

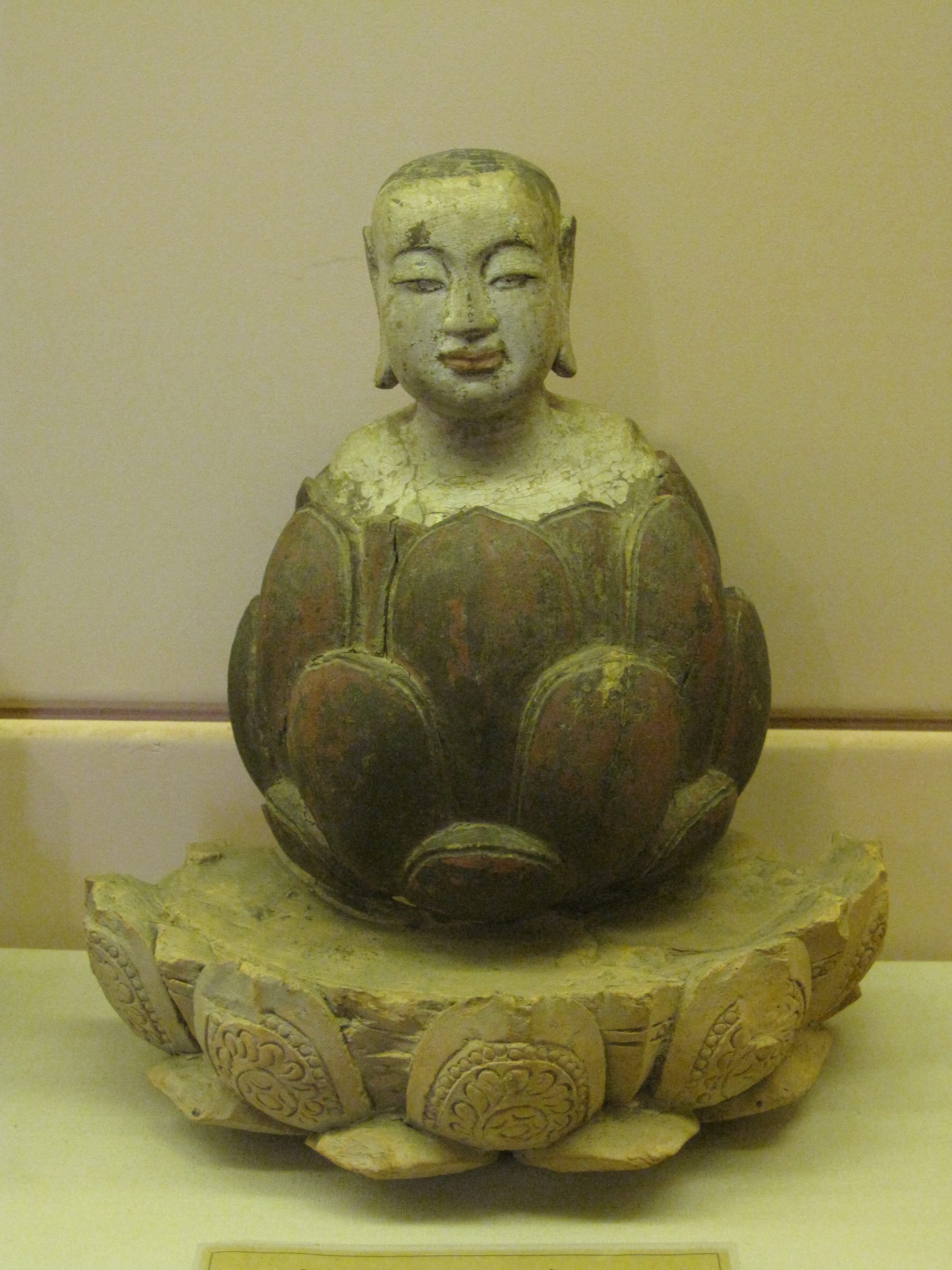
陳朝期の仏陀像。
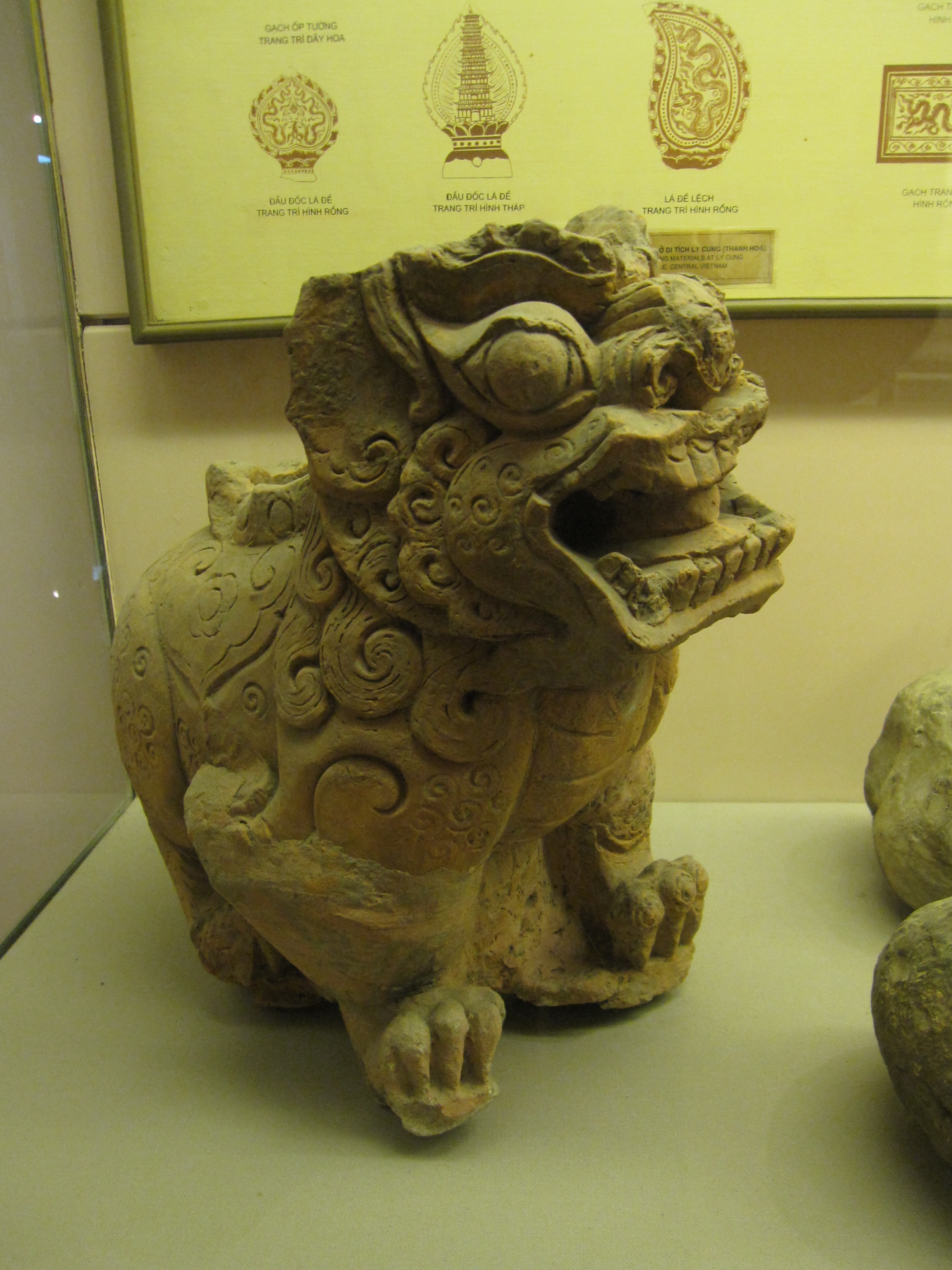
陳朝期の獅子像。
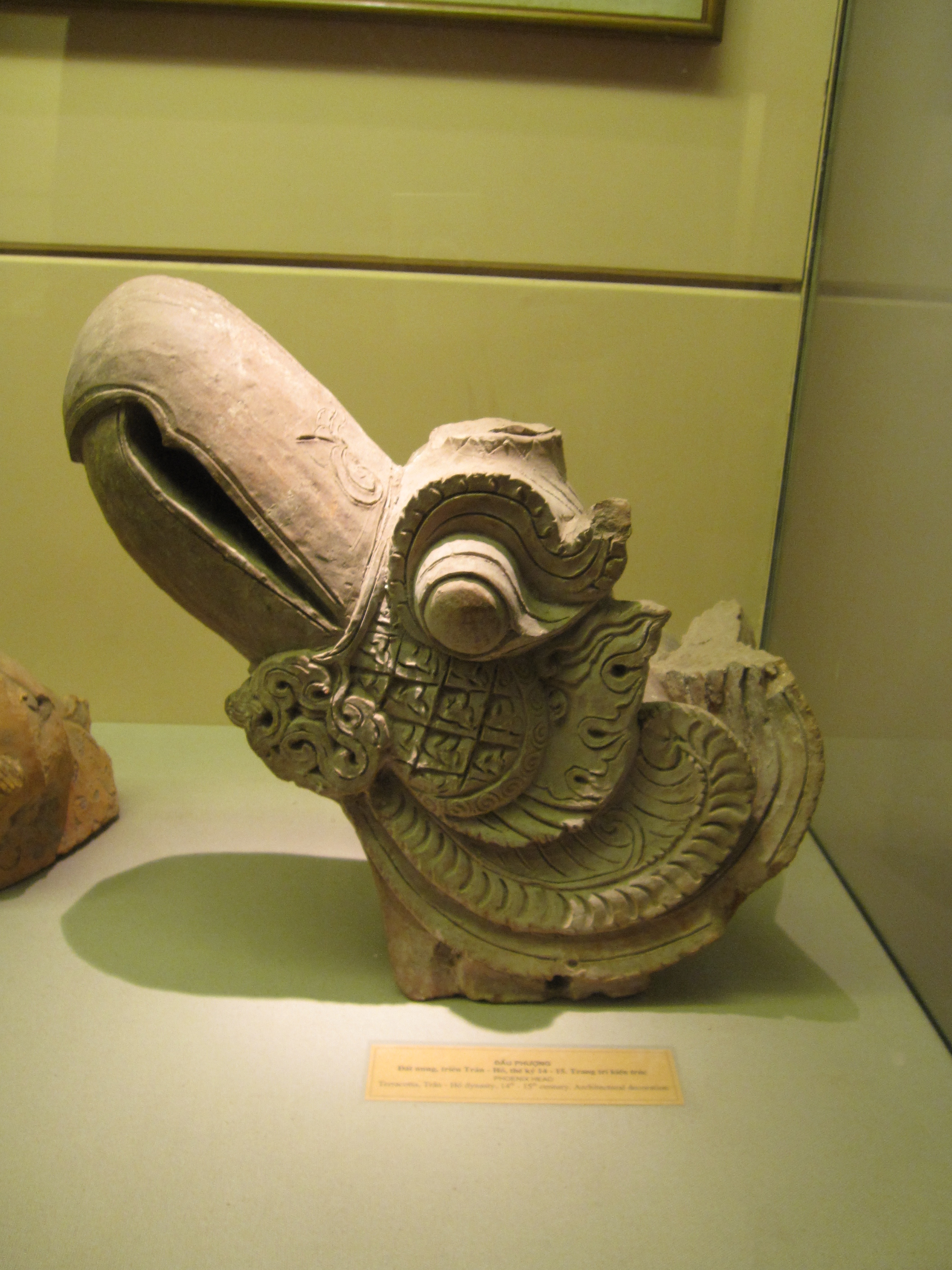
陳朝期の鳳凰の頭部像。